# Saint-Hilaire (Haute-Garonne)
Pour les articles homonymes, voir Saint-Hilaire.
Saint-Hilaire est une commune française, située dans le centre du département de la Haute-Garonne, en région Occitanie.
Sur le plan historique et culturel, la commune est dans le Pays toulousain, qui s’étend autour de Toulouse le long de la vallée de la Garonne, bordé à l’ouest par les coteaux du Savès, à l’est par ceux du Lauragais et au sud par ceux de la vallée de l’ Ariège et du Volvestre. Exposée à un climat océanique altéré, elle est drainée par la Louge, le ruisseau de l'Aussau et par deux autres cours d'eau.
Saint-Hilaire est une commune rurale qui compte 1 726 habitants en 2022, après avoir connu une forte hausse de la population depuis 1962. Elle fait partie de l'aire d'attraction de Toulouse. Ses habitants sont appelés les Saint-Hilairiens ou  Saint-Hilairiennes.

## Géographie

### Localisation
La commune de Saint-Hilaire se trouve dans le département de la Haute-Garonne, en région Occitanie.
Elle se situe à 24 km à vol d'oiseau de Toulouse, préfecture du département, et à 6 km de Muret, sous-préfecture.
Les communes les plus proches sont : 
Le Fauga (3,2 km), Lavernose-Lacasse (3,3 km), Lherm (4,6 km), Labastidette (5,0 km), Mauzac (5,4 km), Muret (5,7 km), Eaunes (6,1 km), Saint-Clar-de-Rivière (7,0 km).
Sur le plan historique et culturel, Saint-Hilaire fait partie du pays toulousain, une ceinture de plaines fertiles entrecoupées de bosquets d'arbres, aux molles collines semées de fermes en briques roses, inéluctablement grignotée par l'urbanisme des banlieues.
Saint-Hilaire est limitrophe de quatre autres communes.
Les communes limitrophes sont  Lavernose-Lacasse, Le Fauga, Lherm et Muret.
|       | Muret             |          |
| Lherm | Saint-Hilaire     | Le Fauga |
|       | Lavernose-Lacasse |          |

### Géologie et relief
La commune de Saint-Hilaire est établie sur la deuxième terrasse de la Garonne, dans la plaine toulousaine de la Garonne.
La superficie de la commune est de 633 hectares ; son altitude varie de 175  à   198 mètres.

### Hydrographie

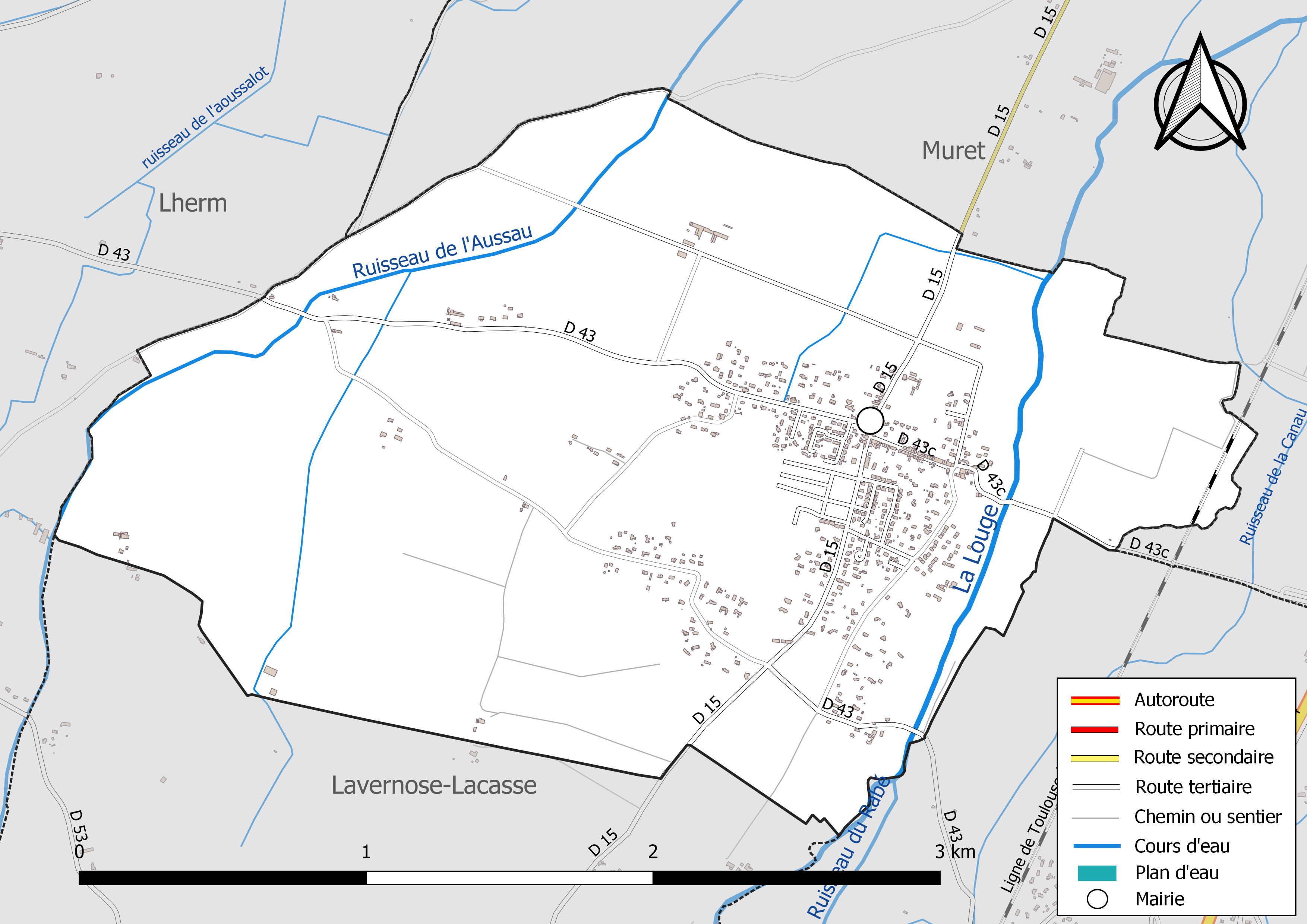
Réseaux hydrographique et routier de Saint-Hilaire.

La commune est dans le bassin de la Garonne, au sein du bassin hydrographique Adour-Garonne. Elle est drainée par la Louge, le ruisseau de l'Aussau et par deux petits cours d'eau, constituant un réseau hydrographique de 8 km de longueur totale,.
La Louge, d'une longueur totale de 100 km, prend sa source dans la commune de Villeneuve-Lécussan et s'écoule du sud-ouest vers le nord-est. Elle traverse la commune et se jette dans la Garonne à Muret, après avoir traversé 34 communes.
Le ruisseau de l'Aussau, d'une longueur totale de 11,9 km, prend sa source dans la commune de Lavernose-Lacasse et s'écoule du sud-ouest vers le nord-est. Il traverse la commune et se jette dans la Louge à Muret, après avoir traversé 4 communes.

### Climat
Pour des articles plus généraux, voir Climat de l'Occitanie et Climat de la Haute-Garonne.
En 2010, le climat de la commune est de type climat du Bassin du Sud-Ouest, selon une étude s'appuyant sur une série de données couvrant la période 1971-2000. En 2020, Météo-France publie une typologie des climats de la France métropolitaine dans laquelle la commune est exposée à un climat océanique altéré et est dans la région climatique Aquitaine, Gascogne, caractérisée par une pluviométrie abondante au printemps, modérée en automne, un faible ensoleillement au printemps, un été chaud (19,5 °C), des vents faibles, des brouillards fréquents en automne et en hiver et des orages fréquents en été (15 à 20 jours).
Pour la période 1971-2000, la température annuelle moyenne est de 13,1 °C, avec une amplitude thermique annuelle de 15,7 °C. Le cumul annuel moyen de précipitations est de 708 mm, avec 8,6 jours de précipitations en janvier et 5,5 jours en juillet. Pour la période 1991-2020, la température moyenne annuelle observée sur la station météorologique la plus proche, située sur la commune de Lherm à 5 km à vol d'oiseau, est de 13,6 °C et le cumul annuel moyen de précipitations est de 620,4 mm,. Pour l'avenir, les paramètres climatiques de la commune estimés pour 2050 selon différents scénarios d'émission de gaz à effet de serre sont consultables sur un site dédié publié par Météo-France en novembre 2022.

### Milieux naturels et biodiversité
Aucun espace naturel présentant un intérêt patrimonial n'est recensé sur la commune dans l'inventaire national du patrimoine naturel,,.

## Urbanisme

### Typologie
Au 1er janvier 2024, Saint-Hilaire est catégorisée bourg rural, selon la nouvelle grille communale de densité à sept niveaux définie par l'Insee en 2022.
Elle est située hors unité urbaine. Par ailleurs la commune fait partie de l'aire d'attraction de Toulouse, dont elle est une commune de la couronne,. Cette aire, qui regroupe 527 communes, est catégorisée dans les aires de 700 000 habitants ou plus (hors Paris),.

### Occupation des sols
L'occupation des sols de la commune, telle qu'elle ressort de la base de données européenne d’occupation biophysique des sols Corine Land Cover (CLC), est marquée par l'importance des territoires agricoles (82,7 % en 2018), en diminution par rapport à 1990 (94,2 %). La répartition détaillée en 2018 est la suivante : 
terres arables (72,4 %), zones urbanisées (10,4 %), zones agricoles hétérogènes (10,3 %), mines, décharges et chantiers (6,9 %). L'évolution de l’occupation des sols de la commune et de ses infrastructures peut être observée sur les différentes représentations cartographiques du territoire : la carte de Cassini (XVIIIe siècle), la carte d'état-major (1820-1866) et les cartes ou photos aériennes de l'IGN pour la période actuelle (1950 à aujourd'hui).

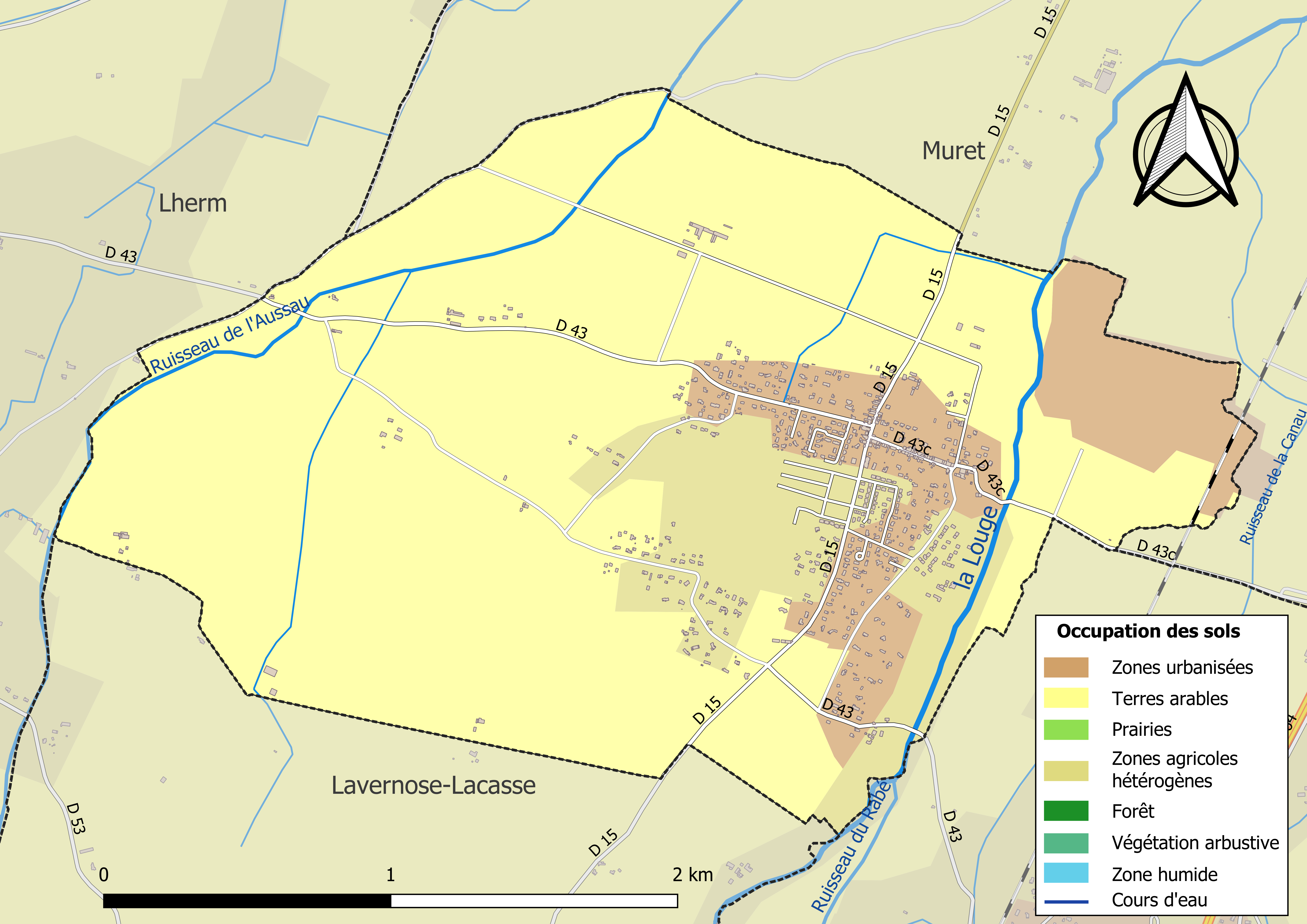
Carte des infrastructures et de l'occupation des sols de la commune en 2018 (CLC).

### Lieux-dits ou hameaux

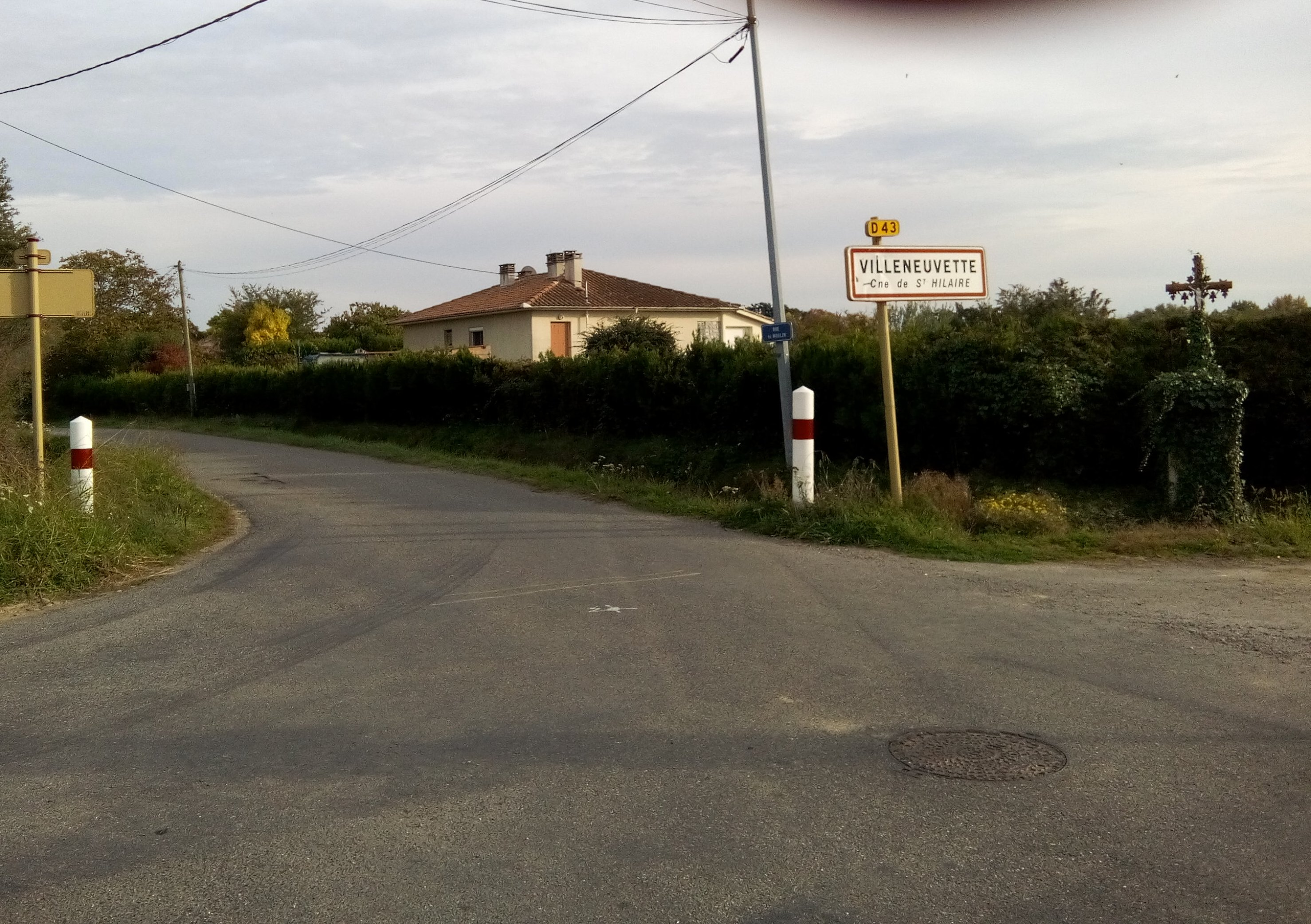
Entrée du hameau de Villeneuvette en 2016

Villeneuvette (ancienne commune) rattachée à Saint-Hilaire en 1790,

### Voies de communication et transports

#### Voies de communication
Accès par l'autoroute A64 sortie :  32.

#### Transports
La ligne 313 du réseau Tisséo relie le centre de la commune à la gare de Muret, en correspondance avec la ligne D en direction de Toulouse-Matabiau.
La gare la plus proche est la gare du Fauga, sur la ligne de Toulouse à Bayonne, desservie par des TER Occitanie.

### Risques majeurs
Le territoire de la commune de Saint-Hilaire est vulnérable à différents aléas naturels : météorologiques (tempête, orage, neige, grand froid, canicule ou sécheresse), inondations et séisme (sismicité très faible). Un site publié par le BRGM permet d'évaluer simplement et rapidement les risques d'un bien localisé soit par son adresse soit par le numéro de sa parcelle.
Certaines parties du territoire communal sont susceptibles d’être affectées par le risque d’inondation par débordement de cours d'eau, notamment le ruisseau de l'Aussau. La commune a été reconnue en état de catastrophe naturelle au titre des dommages causés par les inondations et coulées de boue survenues en 1982, 1999, 2000 et 2009,.

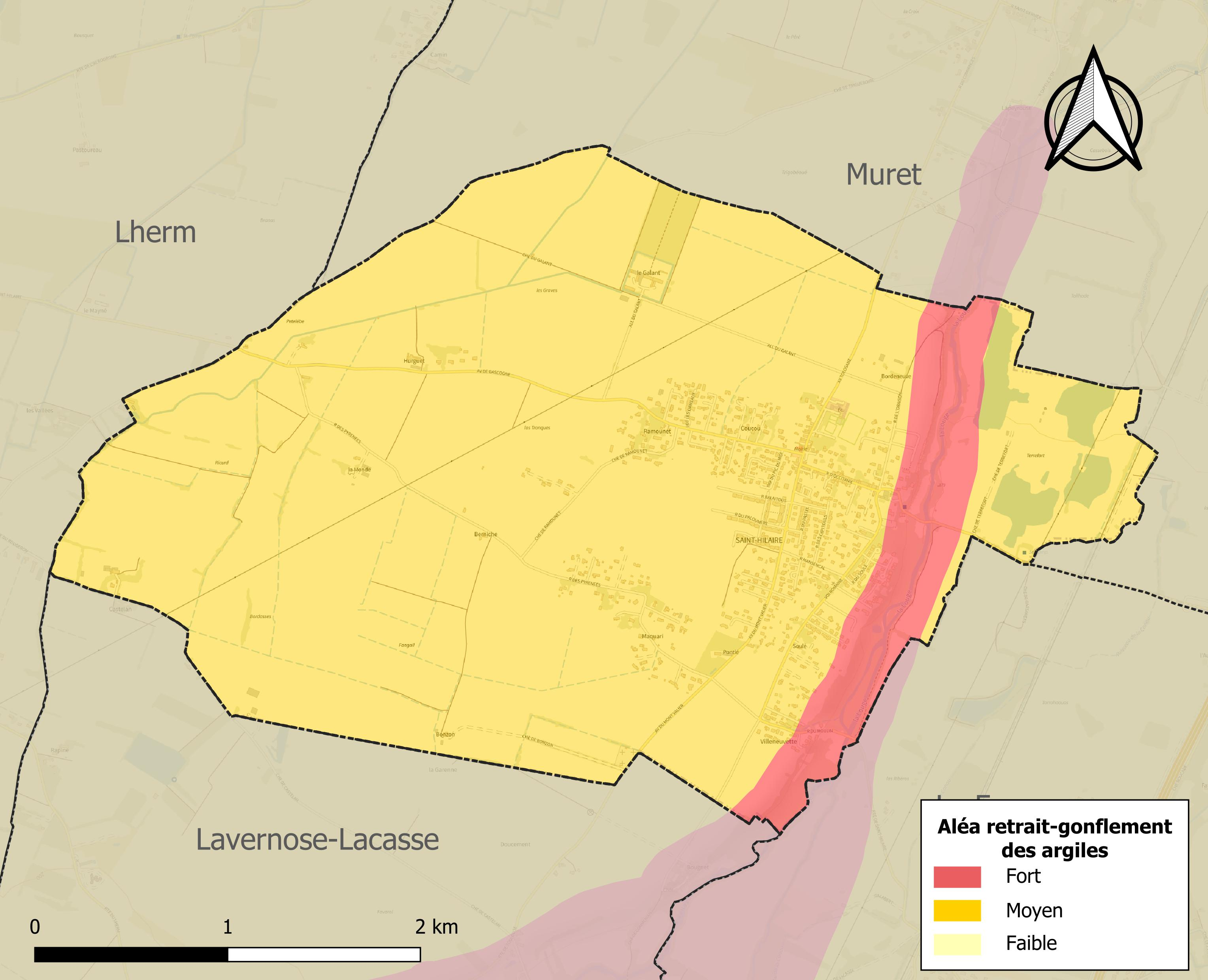
Carte des zones d'aléa retrait-gonflement des sols argileux de Saint-Hilaire.

Le retrait-gonflement des sols argileux est susceptible d'engendrer des dommages importants aux bâtiments en cas d’alternance de périodes de sécheresse et de pluie. La totalité de la commune est en aléa moyen ou fort (88,8 % au niveau départemental et 48,5 % au niveau national). Sur les 428 bâtiments dénombrés sur la commune en 2019, 428 sont en aléa moyen ou fort, soit 100 %, à comparer aux 98 % au niveau départemental et 54 % au niveau national. Une cartographie de l'exposition du territoire national au retrait gonflement des sols argileux est disponible sur le site du BRGM,.
Par ailleurs, afin de mieux appréhender le risque d’affaissement de terrain, l'inventaire national des cavités souterraines permet de localiser celles situées sur la commune.
Concernant les mouvements de terrains, la commune a été reconnue en état de catastrophe naturelle au titre des dommages causés par des mouvements de terrain en 1999.

## Toponymie
En occitan, le nom de la commune est Sent Alari

## Politique et administration

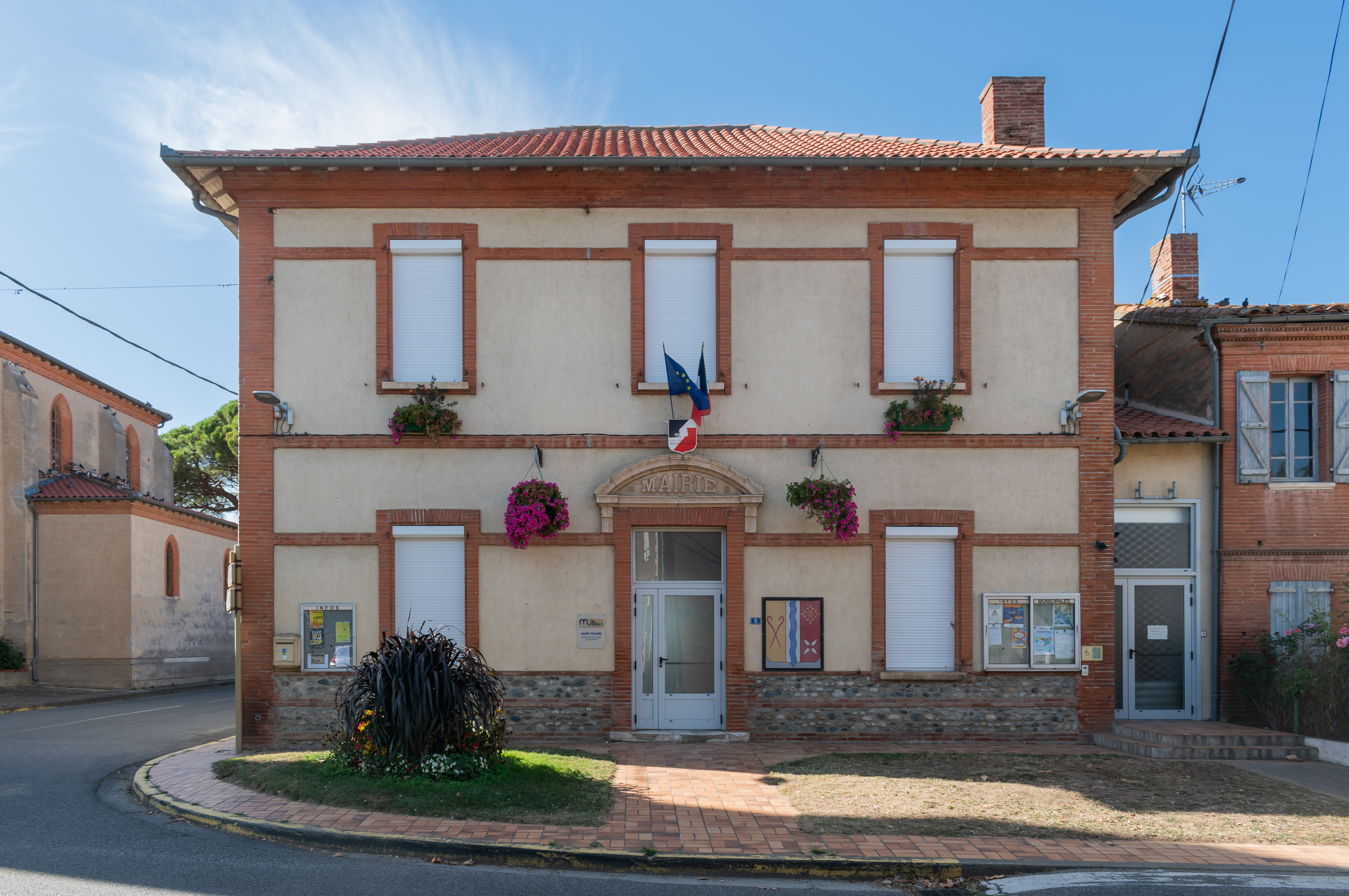
La mairie.

### Administration municipale
Le nombre d'habitants au recensement de 2017 étant compris entre 500 habitants et 1 499 habitants, le nombre de membres du conseil municipal pour l'élection de 2020 est de quinze,.

### Rattachements administratifs et électoraux
Commune faisant partie de la septième circonscription de la Haute-Garonne de la communauté d'agglomération du Muretain et du canton de Muret.

### Liste des maires
| Période   | Période   | Identité       | Étiquette | Qualité                    |
| --------- | --------- | -------------- | --------- | -------------------------- |
|           | mars 1989 | André Anizan   |           |                            |
| mars 1989 | mars 2008 | André Morère   | PCF       |                            |
| mars 2008 | mars 2014 | José Pardillos | SE        |                            |
| mars 2014 | En cours  | André Morère   | PCF       | Retraité Fonction publique |

## Population et société

### Démographie
| 1793 | 1800 | 1806 | 1821 | 1831 | 1836 | 1841 | 1846 | 1851 |
| ---- | ---- | ---- | ---- | ---- | ---- | ---- | ---- | ---- |
| 204  | 253  | 262  | 293  | 312  | 319  | 320  | 305  | 297  |

| 1856 | 1861 | 1866 | 1872 | 1876 | 1881 | 1886 | 1891 | 1896 |
| ---- | ---- | ---- | ---- | ---- | ---- | ---- | ---- | ---- |
| 282  | 284  | 277  | 278  | 279  | 274  | 260  | 269  | 254  |

| 1901 | 1906 | 1911 | 1921 | 1926 | 1931 | 1936 | 1946 | 1954 |
| ---- | ---- | ---- | ---- | ---- | ---- | ---- | ---- | ---- |
| 250  | 232  | 215  | 191  | 213  | 221  | 216  | 227  | 240  |

| 1962 | 1968 | 1975 | 1982 | 1990 | 1999 | 2006 | 2007 | 2012  |
| ---- | ---- | ---- | ---- | ---- | ---- | ---- | ---- | ----- |
| 234  | 315  | 389  | 459  | 504  | 708  | 932  | 965  | 1 071 |

| 2017  | 2022  | - | - | - | - | - | - | - |
| ----- | ----- | - | - | - | - | - | - | - |
| 1 219 | 1 726 | - | - | - | - | - | - | - |

| selon la population municipale des années : | 1968 | 1975 | 1982 | 1990 | 1999 | 2006 | 2009 | 2013 |
| Rang de la commune dans le département      | 219  | 193  | 189  | 194  | 174  | 162  | 150  | 157  |
| Nombre de communes du département           | 592  | 582  | 586  | 588  | 588  | 588  | 589  | 589  |

### Enseignement
Saint-Hilaire fait partie de l'académie de Toulouse.
L'éducation est assurée par un regroupement pédagogique intercommunal pour les classes de maternelle à Ox et primaire sur la commune. Un agrandissement de l'école est prévue pour la rentée 2026.

### Culture et festivité
Comité des fêtes, country, foyer rural, une salle polyvalente construite en 2021,

### Activités sportives
Tennis, Judo, pétanque, football, 12e étape du Tour de France 2019,

### Écologie et recyclage
La collecte et le traitement des déchets des ménages et des déchets assimilés ainsi que la protection et la mise en valeur de l'environnement se font dans le cadre de la communauté d'agglomération du Muretain.

## Économie

### Revenus
En 2018  (données Insee publiées en septembre 2021), la commune compte 515 ménages fiscaux, regroupant 1 329 personnes. La médiane du revenu disponible par unité de consommation est de 24 140 € (23 140 € dans le département).

### Emploi
|                | 2008  | 2013  | 2018  |
| -------------- | ----- | ----- | ----- |
| Commune        | 6,4 % | 7,1 % | 6,9 % |
| Département    | 7,7 % | 9,6 % | 9,3 % |
| France entière | 8,3 % | 10 %  | 10 %  |

En 2018, la population âgée de 15 à 64 ans s'élève à 846 personnes, parmi lesquelles on compte 78,7 % d'actifs (71,8 % ayant un emploi et 6,9 % de chômeurs) et 21,3 % d'inactifs,. Depuis 2008, le taux de chômage communal (au sens du recensement) des 15-64 ans est inférieur à celui de la France et du département.
La commune fait partie de la couronne de l'aire d'attraction de Toulouse, du fait qu'au moins 15 % des actifs travaillent dans le pôle,. Elle compte 115 emplois en 2018, contre 106 en 2013 et 86 en 2008. Le nombre d'actifs ayant un emploi résidant dans la commune est de 613, soit un indicateur de concentration d'emploi de 18,8 % et un taux d'activité parmi les 15 ans ou plus de 65,5 %.
Sur ces 613 actifs de 15 ans ou plus ayant un emploi, 80 travaillent dans la commune, soit 13 % des habitants. Pour se rendre au travail, 89,2 % des habitants utilisent un véhicule personnel ou de fonction à quatre roues, 3,4 % les transports en commun, 4,6 % s'y rendent en deux-roues, à vélo ou à pied et 2,7 % n'ont pas besoin de transport (travail au domicile).

### Activités hors agriculture

#### Secteurs d'activités
66 établissements sont implantés  à Saint-Hilaire au 31 décembre 2019. Le tableau ci-dessous en détaille le nombre par secteur d'activité et compare les ratios avec ceux du département,.
| Secteur d'activité                                                                                        | Commune | Commune | Département |
| Secteur d'activité                                                                                        | Nombre  | %       | %           |
| --- | ------- | ------- | ----------- |
| Ensemble                                                                                                  | 66      | 100 %   | (100 %)     |
| Industrie manufacturière, industries extractives et autres                                                | 3       | 4,5 %   | (5,7 %)     |
| Construction                                                                                              | 18      | 27,3 %  | (12 %)      |
| Commerce de gros et de détail, transports, hébergement et restauration                                    | 14      | 21,2 %  | (25,9 %)    |
| Information et communication                                                                              | 1       | 1,5 %   | (4,1 %)     |
| Activités financières et d'assurance                                                                      | 3       | 4,5 %   | (3,8 %)     |
| Activités immobilières                                                                                    | 2       | 3 %     | (4,2 %)     |
| Activités spécialisées, scientifiques et techniques et activités de services administratifs et de soutien | 11      | 16,7 %  | (19,8 %)    |
| Administration publique, enseignement, santé humaine et action sociale                                    | 7       | 10,6 %  | (16,6 %)    |
| Autres activités de services                                                                              | 7       | 10,6 %  | (7,9 %)     |

Le secteur de la construction est prépondérant sur la commune puisqu'il représente 27,3 % du nombre total d'établissements de la commune (18 sur les 66 entreprises implantées  à Saint-Hilaire), contre 12 % au niveau départemental.

#### Entreprises et commerces
L'entreprise ayant son siège social sur le territoire communal qui génère le plus de chiffre d'affaires en 2020 est : 
- Yan'elec Sud, travaux d'installation électrique dans tous locaux (577 k€)

L'agriculture basée sur la culture de céréales (maïs, blé...) a encore une place importante mais tendent à diminuer en faveur de zones résidentielles liées à la proximité de l'agglomération toulousaine puisque étant dans son aire urbaine.
Un projet de centre commercial (Porte des Pyrénées) dont l'ouverture est prévu pour 2018.

### Agriculture
La commune est dans « les Vallées », une petite région agricole consacrée à la polyculture sur les plaines et terrasses alluviales qui s’étendent de part et d’autre des sillons marqués par la Garonne et l’Ariège. En 2020, l'orientation technico-économique de l'agriculture  sur la commune est la culture de céréales et/ou d'oléoprotéagineuses.
|               | 1988 | 2000 | 2010 | 2020  |
| ------------- | ---- | ---- | ---- | ----- |
| Exploitations | 18   | 13   | 6    | 10    |
| SAU (ha)      | 731  | 736  | 784  | 1 001 |

Le nombre d'exploitations agricoles en activité et ayant leur siège dans la commune est passé de 18 lors du recensement agricole de 1988  à 13 en 2000 puis à 6 en 2010 et enfin à 10 en 2020, soit une baisse de 44 % en 32 ans. Le même mouvement est observé à l'échelle du département qui a perdu pendant cette période 57 % de ses exploitations,. La surface agricole utilisée sur la commune a quant à elle augmenté, passant de 731 ha en 1988 à 1 001 ha en 2020. Parallèlement la surface agricole utilisée moyenne par exploitation a augmenté, passant de 41 à 100 ha.

## Culture locale et patrimoine

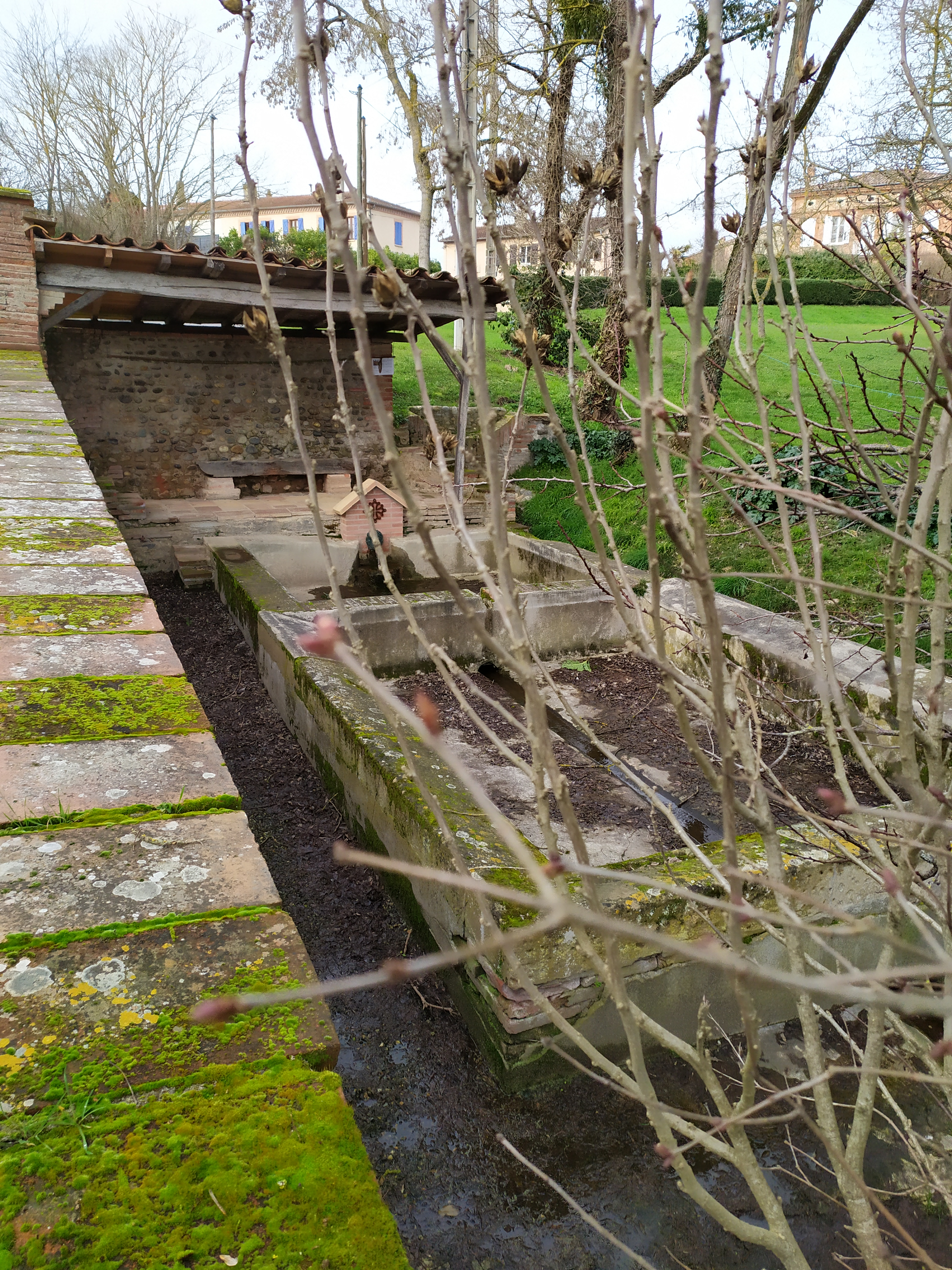
Lavoir de 1843

### Lieux et monuments
- Église Saint-Hilaire.
- Lavoir de 1843

### Héraldique
| Blason de Saint-Hilaire | Blason  | Parti au 1) d’or aux deux crosses affrontées de gueules passées en sautoir, au 2) de gueules à la croix cléchée, vidée et pommetée de douze pièces d’or et à quatre otelles d’argent adossées et posées en sautoir en pointe ; au pal d’argent chargé d’une vergette ondée d’azur brochant sur la partition. |
| Blason de Saint-Hilaire | Détails | Le statut officiel du blason reste à déterminer. |

## Pour approfondir